# ولاية نواوي
ولاية نواوي (بالإنجليزية: Navoiy Region)‏ هي إحدى ولايات أوزبكستان تقع في الوسط الشمالي من البلاد. يقدر عدد سكانها بـ 767,500 نسمة .